# Ла Бруна ди Сполето (Перуђа)
Ла Бруна ди Сполето је насеље у Италији у округу Перуђа, региону Умбрија.
Према процени из 2011. у насељу је живело 37 становника. Насеље се налази на надморској висини од 233 м.